# Daybreak (comics)
Pour les articles homonymes, voir Daybreak (homonymie).
Daybreak est une série de comics créée par Brian Ralph, publiée sous forme de comic books par Drawn & Quarterly En 2020, la série est traduite en français par Delcourt.
Le comics a été adapté en une série télévisée du même nom, Daybreak, diffusée sur Netflix depuis le 24 octobre 2019.

## Synopsis
Lorsque vous vous réveillez dans les ruines, vous voyez un homme seul qui vous salue d'une main. Il vous emmène en toute sécurité sous terre et vous donne à manger et à dormir. Puis il vous annonce qu'il va prendre le premier quart de surveillance. Les enjeux sont encore plus importants lorsque vous devenez le héros de votre propre histoire.

## Personnages
- Josh Wheeler

## Parutions

### Version originale
- 2006 : Daybreak vol. 1 (Bodega Distribution)
- 2007 : Daybreak vol. 2 (Bodega Distribution)
- 2008 : Daybreak vol. 3 (Bodega Distribution)
- Réédité en 2011 : Daybreak (Drawn & Quarterly)

### Version française
Tous les albums sont réunis dans une intégrale sortie dans la collection « Contrebande » des éditions Delcourt :
- Daybreak, Delcourt, janvier 2020  (ISBN 9782413022503)

## Adaptation télévisée
Le comics a été adapté en une série télévisée diffusée sur Netflix le 24 octobre 2019,.